# Rishi Sunak

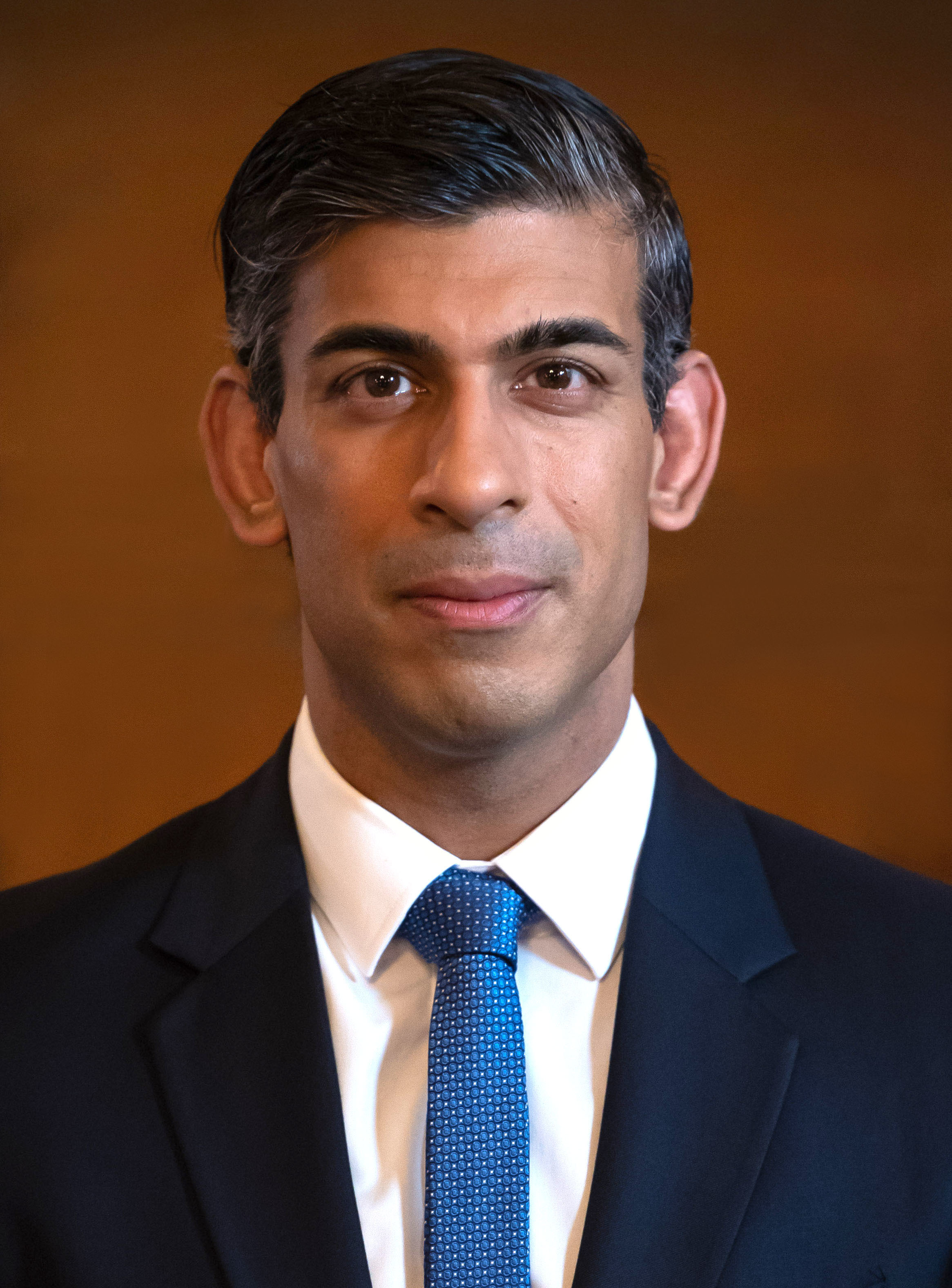
Rishi Sunak (2022)

Rishi Sunak [ˈrɪʃiː ˈsuːnæk] (* 12. Mai 1980 in Southampton) ist ein britischer Politiker der Conservative Party. Er war von Oktober 2022 bis Juli 2024 Premierminister des Vereinigten Königreichs und von Oktober 2022 bis November 2024 Vorsitzender seiner Partei. Von der verlorenen Unterhauswahl im Juli 2024 bis zu seiner Ablösung im Amt des Parteivorsitzenden im November 2024 war er Oppositionsführer.
Er vertritt seit 2015 den Wahlkreis Richmond (Yorks) im britischen Unterhaus. Im Kabinett von Theresa May erhielt er 2019 seinen ersten Regierungsposten. Nach dem Rücktritt von Sajid Javid übernahm er im Februar 2020 im Kabinett von Boris Johnson das Amt des Schatzkanzlers. Im Juli 2022 trat er von diesem Amt zurück. Nach dem Rücktritt von Liz Truss wurde er am 24. Oktober 2022 neuer Parteivorsitzender der Konservativen; einen Tag später ernannte ihn König Charles III. zum Premierminister. Am 5. Juli 2024 trat er nach verlorener Unterhauswahl vom Amt des Premierministers zurück. Er war der erste britische Premierminister mit asiatischen Wurzeln.
Goldman Sachs hat Rishi Sunak 2025 zu einem leitenden Berater ernannt.

## Privatleben

### Herkunft
Rishi Sunak kam 1980 in England als ältestes von drei Geschwistern zur Welt. Sein Vater Yashvir wurde in der damaligen britischen Kolonie Kenia und seine Mutter Usha im damaligen britischen Mandatsgebiet Tanganjika (heute Tansania) geboren. Beide Familien stammen ursprünglich aus dem indischen Punjab und waren in den 1960er-Jahren aus Ostafrika nach Southampton in der Grafschaft Hampshire emigriert, wo sie einander kennenlernten. Sunak ist Hindu.
Sein Vater war Allgemeinmediziner (englisch general practitioner) beim staatlichen britischen Gesundheitssystem NHS, seine Mutter Apothekerin. Sunak besuchte zunächst in der nahe Southampton gelegenen Kleinstadt Romsey die private Stroud School, danach das Eliteinternat Winchester College.

### Ehe und Familie

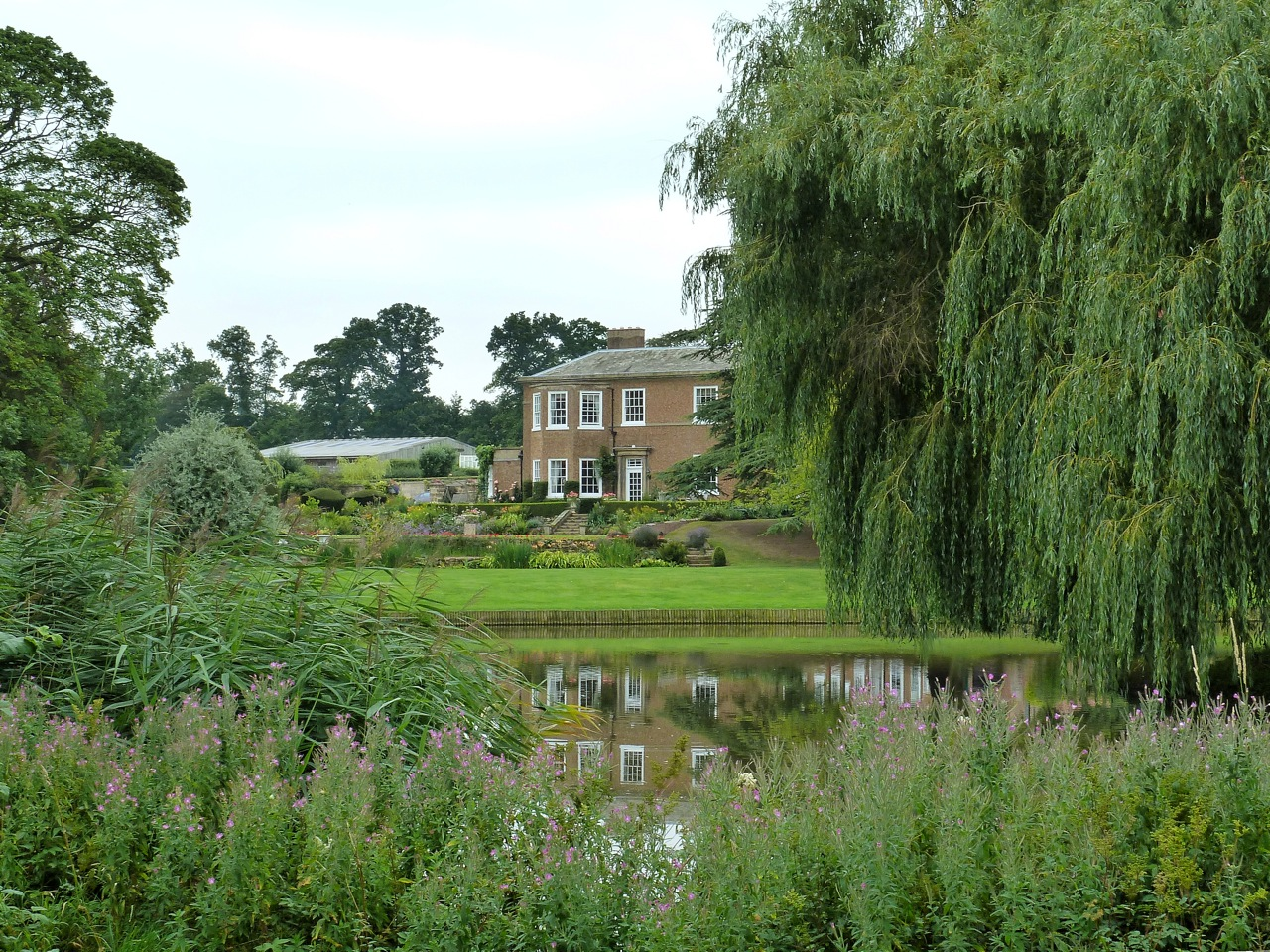
Sunaks Wohnhaus Kirby Sigston Manor

Sunak ist seit August 2009 mit Akshata Murty verheiratet, der Tochter des indischen Industriellen und Infosys-Mitgründers N. R. Narayana Murthy – welcher sich, anders als die Tochter, mit einem H schreibt – und der Autorin und Philanthropin Sudha Murthy. Sie hatten sich beim Studium an der Stanford University kennengelernt. Das Paar hat zwei Töchter.
Seine Frau ist Direktorin der Investmentfirma ihres Vaters, Catamaran Ventures. Sie hatte in Großbritannien den Status einer Nicht-Ansässigen (non-domiciled status). Deswegen musste sie keine Steuern auf ihr im Ausland verdientes Einkommen zahlen, während sie im Vereinigten Königreich lebte. Sie zahlte dementsprechend 30.000 Pfund Gebühren pro Jahr, um so Steuern von schätzungsweise 20 Millionen Pfund zu vermeiden, die sie als Steuerinländerin im Vereinigten Königreich hätte zahlen müssen. Nach Medienberichten kündigte Murty am 8. April 2022 an, dass sie im Vereinigten Königreich Steuern auf ihr weltweites Einkommen zahlen werde.
Das Paar lebt im Herrenhaus Kirby Sigston Manor im Dorf Kirby Sigston in der Nähe von Northallerton im nordenglischen North Yorkshire. Außerdem besitzt es ein Reihenhaus in Kensington im Zentrum Londons, eine Wohnung in der Old Brompton Road in South Kensington und ein Penthouse-Apartment im kalifornischen Santa Monica. Nach seiner Steuererklärung für das Finanzjahr 2022/23 hat Rishi Sunak zuletzt mehr als 2,2 Millionen Pfund (2,58 Mio. Euro) im Jahr verdient und hierauf gut 500.000 Pfund Steuern entrichtet. Neben 55.358 Pfund  als Regierungsmitglied  erzielte er ca.  84.000 Pfund Diäten für sein Abgeordnetenmandat. Laut der Sunday Times Rich List 2022 belegen Rishi Sunak und Akshata Murty den 222. Platz der Reichen Großbritanniens; ihr Vermögen wird auf rund 730 Millionen Pfund geschätzt.

## Werdegang

### Berufliche und politische Laufbahn
Sunak studierte am Lincoln College in Oxford Philosophie, Politik und Wirtschaft und schloss 2001 mit einem Bachelor ab. Danach arbeitete er von 2001 bis 2004 als Analyst für Goldman Sachs. An der Stanford Graduate School of Business, wo er mit Förderung eines Fulbright-Stipendiums studierte, erwarb er 2006 einen Abschluss als Master of Business Administration. Im selben Jahr ging er zum britischen Hedgefonds TCI, später wechselte er zum Fonds Theleme, den einige TCI-Manager 2009 gegründet hatten, und zog erneut nach Kalifornien. In der Investmentfirma seines indischen Schwiegervaters hatte er zudem von 2013 bis 2015 einen Direktorenposten inne.
Seine politische Laufbahn begann Sunak 2014, als er der Konservativen Partei beitrat. Schon im folgenden Jahr kandidierte er bei der britischen Unterhauswahl am 7. Mai 2015 im Wahlkreis Richmond (Yorks) und gewann mit 51,4 Prozent der Stimmen einen Sitz im Unterhaus (House of Commons), den zuvor William Hague innehatte. Bei der vorgezogenen Unterhauswahl am 8. Juni 2017 erhielt er im selben Wahlkreis 63,9 % und bei der Unterhauswahl am 12. Dezember 2019 63,6 Prozent der Stimmen. Sunak legte seinen Eid als Abgeordneter im Unterhaus auf die Bhagavad Gita ab.

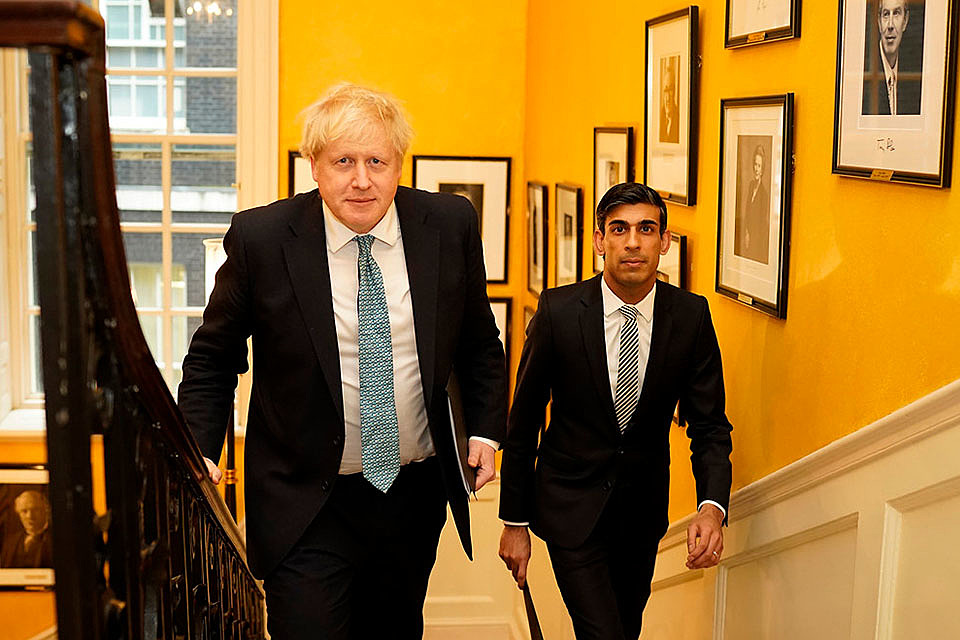
Der damalige Premierminister Boris Johnson mit dem damaligen Schatzkanzler Sunak (2020)

Sunak unterstützte den EU-Austritt des Vereinigten Königreichs. Bei der Kabinettsumbildung am 13. Februar 2020 übernahm Sunak das Amt des Schatzkanzlers in der Nachfolge des zurückgetretenen Sajid Javid. Am Folgetag wurde er ins Privy Council aufgenommen. Er machte zwei Monate nach Beginn der COVID-19-Pandemie im Vereinigten Königreich den Vorschlag, allen Erwachsenen und Kindern Gutscheine im Wert von 500 £ beziehungsweise 250 £ zukommen zu lassen, um damit Wirtschaftssektoren zu stärken, die stark von der Krise betroffen waren.
2020 und 2021 gab die Regierung Johnson II viele Milliarden Pfund Lohnersatz für Beurlaubte und Kurzarbeiter aus. Im April 2022 gab es eine Gesundheitsteuer genannte Erhöhung der Sozialversicherungsbeiträge um rund 12 Milliarden Pfund; die Einnahmen sollten in die Pflege und NHS-Krankenhäuser fließen. Dies reduzierte die Nettoeinkommen der Bürger um 1,25 Prozent; die Arbeitgeber hatten in gleicher Höhe Mehrkosten. Im April 2022 stiegen auch die staatlich regulierten Energierechnungen um rund 700 Pfund auf fast 2.000 Pfund pro Jahr. Die Steuerquote in Großbritannien stieg auf das höchste Niveau seit den 1950er-Jahren.

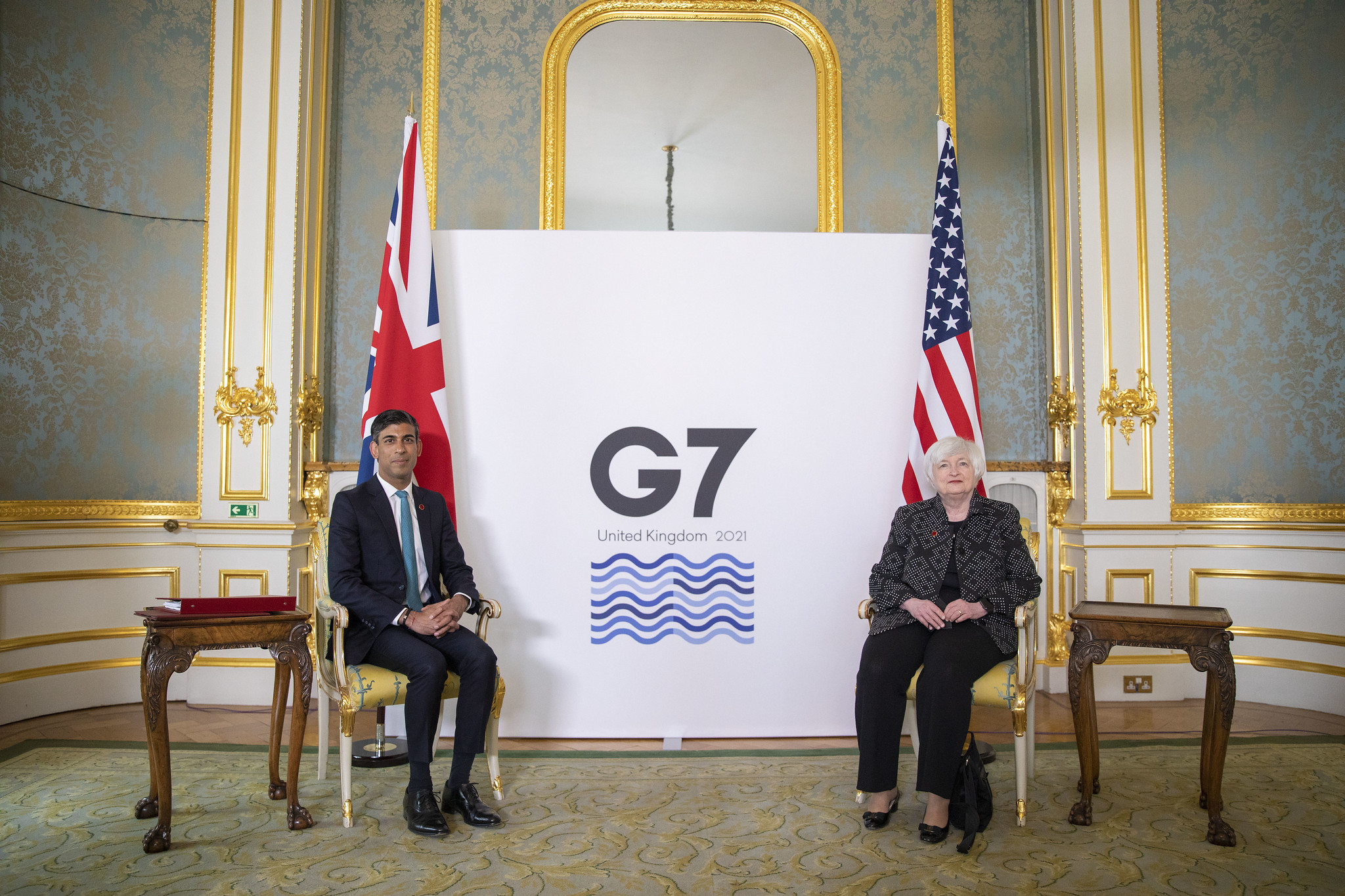
Sunak und US-Finanzministerin Janet Yellen beim Treffen der G7-Finanzminister 2021

Im Juni 2021 wurde auf dem G7-Gipfel, den Sunak im Lancaster House in London ausrichtete, ein Abkommen über eine Steuerreform unterzeichnet, das im Prinzip die Einführung einer globalen Mindeststeuer für multinationale Konzerne und Online-Technologieunternehmen vorsah. Im Oktober 2021 unterzeichnete die Organisation für wirtschaftliche Zusammenarbeit und Entwicklung (OECD) ein Abkommen, um sich dem Steuerreformplan anzuschließen.
In der allgemeinen Regierungskrise, die durch den Skandal um den konservativen Whip Christopher Pincher ins Rollen gekommen war, gab Sunak am 1. Juli 2022 seinen Rücktritt als Schatzkanzler bekannt. In seinem Rücktrittsschreiben kritisierte er offen Johnsons Führungsstil.

### Bewerbung um die Nachfolge Boris Johnsons
Sunak bewarb sich nach dem Rücktritt Johnsons am 8. Juli 2022 um dessen Nachfolge. Bei allen sukzessiven Abstimmungsrunden in der Unterhausfraktion der Konservativen Partei erhielt er die meisten Stimmen.
| Kandidat         | Abstimmungsrunden zur Wahl des Parteivorsitzenden | Abstimmungsrunden zur Wahl des Parteivorsitzenden | Abstimmungsrunden zur Wahl des Parteivorsitzenden | Abstimmungsrunden zur Wahl des Parteivorsitzenden | Abstimmungsrunden zur Wahl des Parteivorsitzenden |
| Kandidat         | 13. Juli 2022                                     | 14. Juli 2022                                     | 18. Juli 2022                                     | 19. Juli 2022                                     | 20. Juli 2022                                     |
| ---------------- | ------------------------------------------------- | ------------------------------------------------- | ------------------------------------------------- | ------------------------------------------------- | ------------------------------------------------- |
| Rishi Sunak      | 88                                                | 101                                               | 115                                               | 118                                               | 137                                               |
| Liz Truss        | 50                                                | 64                                                | 71                                                | 86                                                | 113                                               |
| Penny Mordaunt   | 67                                                | 83                                                | 82                                                | 92                                                | 105                                               |
| Kemi Badenoch    | 40                                                | 49                                                | 58                                                | 59                                                | –                                                 |
| Tom Tugendhat    | 37                                                | 32                                                | 31                                                | –                                                 | –                                                 |
| Suella Braverman | 32                                                | 27                                                | –                                                 | –                                                 | –                                                 |
| Nadhim Zahawi    | 25                                                | –                                                 | –                                                 | –                                                 | –                                                 |
| Jeremy Hunt      | 18                                                | –                                                 | –                                                 | –                                                 | –                                                 |
| Stimmen gesamt   | 357                                               | 356                                               | 357                                               | 355                                               | 355                                               |

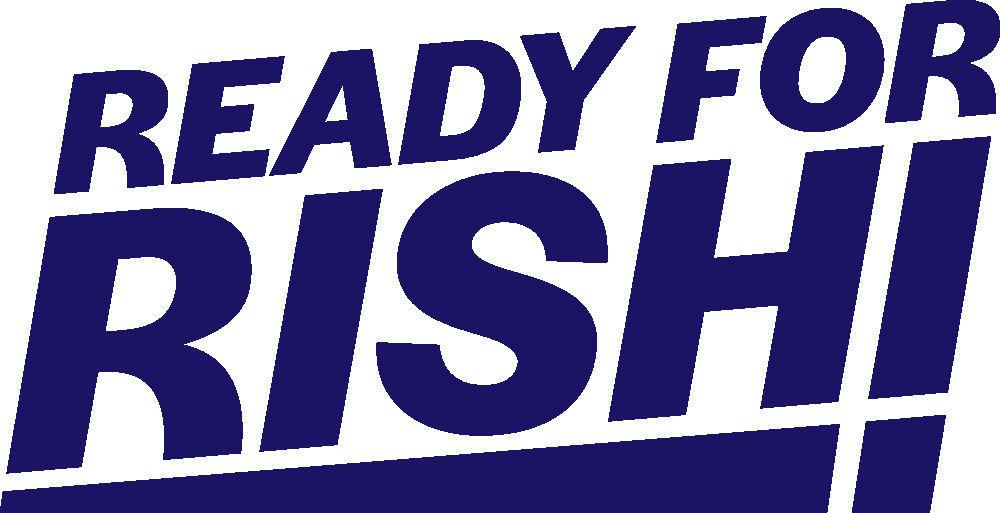
Kampagnenlogo für Sunaks Kandidatur für den Parteivorsitz („Bereit für Rishi!“)

In der anschließenden Urwahl vom 1. August 2022 bis zum 2. September 2022 hatten die Mitglieder der Konservativen Partei zwischen ihm und der zweitplatzierten Liz Truss über Johnsons Nachfolger zu entscheiden. Das Ergebnis der Stimmenauszählung wurde am 5. September 2022 bekanntgegeben. Sunak unterlag gegen Truss mit 42,6 % gegen 57,4 % der Stimmen.

### Wahl zum Parteivorsitzenden und Premierminister

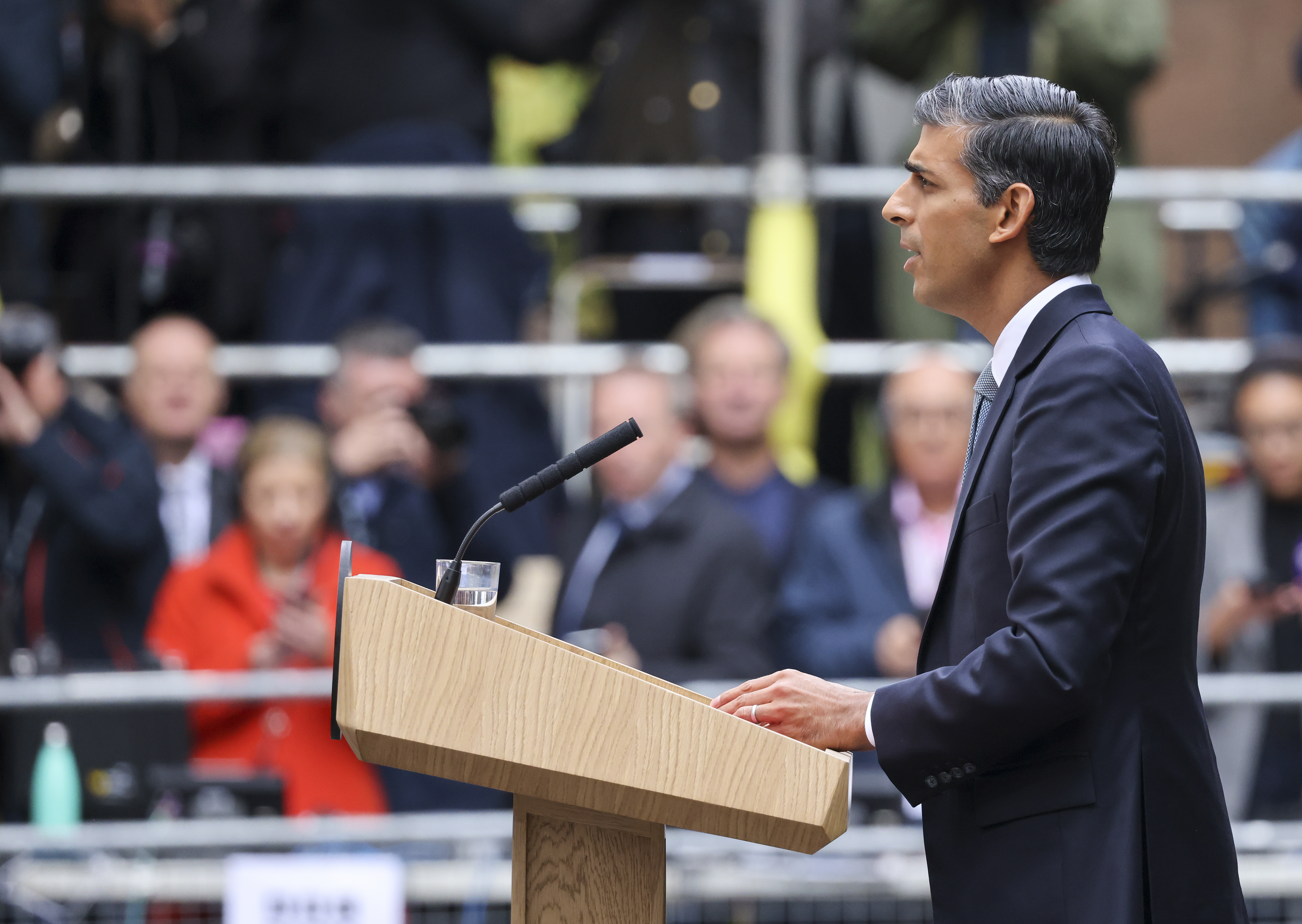
Sunak hält seine erste Rede als Premierminister vor der Downing Street 10

Nachdem Truss am 20. Oktober 2022 ihren Rücktritt erklärt hatte, verkündete Sunak am 23. Oktober 2022 seine erneute Kandidatur zum Parteivorsitzenden und somit Premierminister. Am 24. Oktober wurde er von der konservativen Fraktion zu ihrem Nachfolger als Parteiführer bestimmt, weil er als einziger Kandidat 100 Unterstützerunterschriften von Abgeordneten vorweisen konnte. Am nächsten Tag wurde er von König Charles III. zum Premierminister des Vereinigten Königreichs ernannt; zum Teil hat er Minister seiner beiden Vorgänger in seinem Kabinett übernommen. Damit war er der erste Premierminister Großbritanniens mit asiatischen Wurzeln, der jüngste seit 200 Jahren und auch der erste, der sich zu einem anderen Glauben (Hinduismus) als dem Christentum bekennt.

### Abwahl 2024
Sunak beantragte am 22. Mai 2024 die vorzeitige Auflösung des britischen Unterhauses. Sie fand am 4. Juli 2024 statt, wobei die Labour Party deutlich an Mandaten gewann und mit Keir Starmer ein Mitglied der Labour Party Premierminister wurde. Im Zuge des Regierungswechsels kündigte Sunak seinen Rücktritt vom Parteivorsitz der Conservative Party an. Er blieb bis zur Wahl seiner Nachfolgerin Kemi Badenoch im November 2024 im Amt.

### Politische Ziele
Sunak hatte bereits im Rahmen seiner ersten Kampagne für den Parteivorsitz vor Truss’ Plänen, schuldenfinanziert Steuern für Spitzenverdiener zu senken, gewarnt, da dies die Inflation weiter antreibe, die öffentlichen Finanzen gefährde und die Märkte verunsichern könne und so einen Absturz der Wirtschaft auslösen würde. Sunak hatte Truss’ Vorhaben als „Märchen-Ökonomie“ (fairytale economics) kritisiert. Viele britische Zeitungen sahen Sunaks Befürchtungen im Rahmen der später tatsächlich eingetretenen Ereignisse bestätigt.
Sunak setzte sich für eine Erhöhung der Unternehmenssteuer auf 25 % ein. Den Einkommensteuersatz für niedrige Einkommen wollte er um vier Prozentpunkte senken, aber im Gegensatz zu seiner Vorgängerin Truss lehnte Sunak Steuersenkungen für Spitzenverdiener ab. Die Bedingungen für Asyl im Vereinigten Königreich sollten verschärft werden, um die Zahl von Migranten über den Ärmelkanal zu reduzieren.
Sunak befürwortet Pläne, das Vereinigte Königreich bis 2050 klimaneutral zu machen. Er erklärte, dass er Großbritannien bis 2045 energieunabhängig machen wolle, und setzte sich für mehr Offshore-Windkraft und mehr Solarmodule auf Dächern sowie eine bessere Dämmung von Häusern ein, um sie energieeffizienter zu machen. Wegen der hohen Energiepreise wollte Sunak die Umsatzsteuer auf Strom für ein Jahr aussetzen. Nach seinem Amtsantritt bekannte er sich zum Verzicht auf Fracking bei der Gewinnung von Erdgas.
Im Hinblick auf die Kriminalität schlug Sunak vor, die Haftstrafen für Intensivtäter automatisch um ein Jahr zu verlängern und die Mindeststrafe, die ein ausländischer Straftäter inhaftiert sein muss, um abgeschoben werden zu können, von zwölf auf sechs Monate zu senken. Vor dem Hintergrund des Problems der bandenmäßig organisierten sexuellen Ausbeutung Minderjähriger durch sogenannte Grooming-Gangs schlug er lebenslange Haftstrafen für die Anführer solcher Banden vor und forderte die Polizei auf, die ethnische Zugehörigkeit der Beteiligten zu erfassen.
Im November 2023 erklärte der Oberste Gerichtshof einen Teil von Sunaks Asylgesetzen (Illegal Migration Bill), die die Abschiebung von Flüchtlingen ohne Asylverfahren nach Ruanda vorsah, für verfassungswidrig.
Außerdem wollte Sunak in der ersten Legislaturperiode als Regierungschef alle Gesetze, die Großbritannien vor dem Brexit von der EU übernommen hatte, durch nationales Recht ablösen. Bereits als Schatzkanzler hatte Sunak eine Steuerreform umgesetzt, die Steuern für Einkommen unter 32.000 Pfund senkte und für Einkommen über 64.000 Pfund erhöhte, sowie eine Erhöhung der Unternehmenssteuer und eine Steuer auf Übergewinne von ölproduzierenden Unternehmen auf den Weg gebracht.
Um die Inflation auszugleichen, wollte Sunak im Jahr 2023 die Renten und Sozialhilfen erhöhen.

## Rezeption
Der Historiker Michael Wolffsohn schrieb 2022, der Aufstieg Sunaks zum Premierminister sei folgerichtig, weil das Vereinigte Königreich primär Wert auf individuelle Leistung lege. Anders als in Deutschland und Kontinentaleuropa zähle keine Quote, sondern nur Leistung oder Versagen. Außerdem sei mit Sunaks Wahl der britische Kolonialismus endgültig beendet worden.